# سبیل پیرمرد
سبیل پیرمرد (نام علمی: Opuntia aciculata) نام یک گونه از سرده کاکتوس است. این گیاه دولپه‌ای و پایا بومی سرزمین تگزاس است. این گیاه در مکزیک نیز به زیادی یافت میشود.